# Pomniki przyrody w Radomsku
Na terenie Radomska znajduje się 11 pomników przyrody. Wszystkie są pomnikami przyrody ożywionej w postaci drzew.
| Lp. | pomnik przyrody                     | lokalizacja                                                             | obwód w pierśnicy | wysokość | rok pochodzenia | rok wpisania do rejestru | podstawa prawna | foto |
| --- | ----------------------------------- | ----------------------------------------------------------------------- | ----------------- | -------- | --------------- | ------------------------ | --- | ---- |
| 1   | lipa drobnolistna "Lipa Powstańców" | Cmentarz Stary ul. Wyszyńskiego 42                                      | 533 cm            | 23 m     | 1860            | 1998                     | Rozporządzenie Nr 5/98 Wojewody Piotrkowskiego z dnia 3 lipca 1998 r. w sprawie zmiany rozporządzenia dotyczącego uznania za pomniki przyrody |      |
| 2   | lipa drobnolistna                   | Cmentarz Stary ul. Wyszyńskiego 42                                      | 388 cm            | 24 m     | 1885            | 1998                     | Rozporządzenie Nr 5/98 Wojewody Piotrkowskiego z dnia 3 lipca 1998 r. w sprawie zmiany rozporządzenia dotyczącego uznania za pomniki przyrody |      |
| 3   | dąb szypułkowy                      | Miejska Biblioteka Publiczna ul. Narutowicza 4                          | 327 cm            | 28 m     | 1897            | 1998                     | Rozporządzenie Nr 5/98 Wojewody Piotrkowskiego z dnia 3 lipca 1998 r. w sprawie zmiany rozporządzenia dotyczącego uznania za pomniki przyrody |      |
| 4   | dąb szypułkowy                      | Miejska Biblioteka Publiczna ul. Narutowicza 4                          | 316 cm            | 28 m     | 1897            | 1998                     | Rozporządzenie Nr 5/98 Wojewody Piotrkowskiego z dnia 3 lipca 1998 r. w sprawie zmiany rozporządzenia dotyczącego uznania za pomniki przyrody |      |
| 5   | dąb szypułkowy (w "trójce")         | Miejska Biblioteka Publiczna ul. Narutowicza 4                          | 295 cm            | 26 m     | 1897            | 1998                     | Rozporządzenie Nr 5/98 Wojewody Piotrkowskiego z dnia 3 lipca 1998 r. w sprawie zmiany rozporządzenia dotyczącego uznania za pomniki przyrody |      |
| 6   | dąb szypułkowy (w "trójce")         | Miejska Biblioteka Publiczna ul. Narutowicza 4                          | 247 cm            | 26 m     | 1897            | 1998                     | Rozporządzenie Nr 5/98 Wojewody Piotrkowskiego z dnia 3 lipca 1998 r. w sprawie zmiany rozporządzenia dotyczącego uznania za pomniki przyrody |      |
| 7   | dąb szypułkowy (w "trójce")         | Miejska Biblioteka Publiczna ul. Narutowicza 4                          | 229 cm            | 26 m     | 1897            | 1998                     | Rozporządzenie Nr 5/98 Wojewody Piotrkowskiego z dnia 3 lipca 1998 r. w sprawie zmiany rozporządzenia dotyczącego uznania za pomniki przyrody |      |
| 8   | klon zwyczajny                      | Miejska Biblioteka Publiczna ul. Narutowicza 4                          | 228 cm            | 28 m     | 1945            | 1998                     | Rozporządzenie Nr 5/98 Wojewody Piotrkowskiego z dnia 3 lipca 1998 r. w sprawie zmiany rozporządzenia dotyczącego uznania za pomniki przyrody |      |
| 9   | lipa drobnolistna                   | posesja prywatna ul. Krańcowa 113                                       | 452 cm            | 19 m     | 1846            | 1998                     | Rozporządzenie Nr 5/98 Wojewody Piotrkowskiego z dnia 3 lipca 1998 r. w sprawie zmiany rozporządzenia dotyczącego uznania za pomniki przyrody |      |
| 10  | topola włoska "Teletopcia"          | droga powiatowa 3951E przy ul. Piastowskiej 7 (budynek telekomunikacji) | 293 cm            | 30 m     | 1968            | 2019                     | Uchwała Nr XI/135/19 Rady Miejskiej w Radomsku z dnia 29 października 2019 r. w sprawie ustanowienia pomnika przyrody                         |      |
| 11  | lipa drobnolistna                   | posesja prywatna ul. Starowiejska 209                                   | 400 cm            | 31,5 m   | 1850            | 2020                     | Uchwała Nr XVIII/200/20 Rady Miejskiej w Radomsku z dnia 10 czerwca 2020 r. w sprawie ustanowienia pomnika przyrody                           |      |

| Lp. | drzewo                  | lokalizacja                                    | obwód w pierśnicy | wysokość | rok pochodzenia | inne informacje                         |
| --- | ----------------------- | ---------------------------------------------- | ----------------- | -------- | --------------- | --------------------------------------- |
| 1   | wiąz górski             | posesja prywatna ul. Narutowicza 107           | 413 cm            | 32 m     | 1872            | najwyższe drzewo Radomska               |
| 2   | wiąz górski             | ul. Krańcowa (skrzyżowanie dróg polnych)       | 410 cm            | 22 m     | 1906            | były pomnik przyrody, tabliczka na pniu |
| 3   | kasztanowiec zwyczajny  | posesja prywatna ul. Krańcowa 143              | 328 cm            | 17 m     | 1899            |                                         |
| 4   | kasztanowiec zwyczajny  | ul. Armii Krajowej (skarpa przy posesji nr 14) | 315 cm            | 16 m     | 1908            | na pniu kapliczka sprzed 1980 r.        |
| 5   | lipa drobnolistna       | posesja prywatna ul. Sanicka 50                | 450 cm            | 26 m     | 1935            |                                         |
| 6   | topola późna "Sokora"   | Cmentarz Stary ul. Wyszyńskiego 42             | 363 cm            | 25 m     | 1922            | na pniu krzyż i tabliczka - były pomnik |
| 7   | topola włoska 'Foemina' | ul. Bugaj (obok II LO)                         | 255 cm            | 18 m     | 1946            | ostatnia z powojennego szpaleru         |
| 8   | wierzba płacząca        | ul. Narutowicza (Skwer Mariana Niteckiego)     | 382 cm            | 17 m     | 1928            | za Grobem Nieznanego Żołnierza          |
| 9   | klon zwyczajny          | Parafia św. Marii Magdaleny ul. Konopnickiej 6 | 291 cm            | 28 m     | 1886            | od frontu                               |
| 10  | klon zwyczajny          | Parafia św. Marii Magdaleny ul. Konopnickiej 6 | 288 cm            | 29 m     | 1886            | przy przejściu na plebanię              |
| 11  | grab zwyczajny          | Parafia św. Marii Magdaleny ul. Konopnickiej 6 | 221 cm            | 29 m     | 1886            | w kaplicy polowej                       |
| 12  | grab zwyczajny          | Parafia św. Marii Magdaleny ul. Konopnickiej 6 | 211 cm            | 16 m     | 1886            | przy dzwonnicy                          |

## Aparatura miernicza
- taśma miernicza Stanley 20 m
- klinometr Suunto PM-5/1520
- świder przyrostowy MORA Haglӧf 400 mm/5,15 mm-2 zwoje